# Evermore (álbum)
Evermore (estilizado em letras minúsculas) é o nono álbum de estúdio da artista musical estadunidense Taylor Swift. O seu lançamento ocorreu em 11 de dezembro de 2020, através da editora discográfica Republic Records. Após seu disco anterior, Folklore, que fora desenvolvido e liberado durante a quarentena em decorrência da pandemia de COVID-19, Swift continuou a trabalhar remotamente com os produtores musicais Aaron Dessner e Jack Antonoff, em estúdios nos Estados Unidos, sob a qual também atuou como produção executiva. O material resultante desse processo é um extensão natural de Folklore, que acabou assumindo sua identidade individual como Evermore.
Swift descreveu Evermore como uma ramificação da "floresta folclórica" — uma direção escapista e inspirada em cottagecore que ela idealizou pela primeira vez com Folklore; ela os definiu como álbuns irmãos. Musicalmente, mantém a exploração por gêneros musicais alternativos, como rock alternativo, folk-pop e chamber rock, que fora iniciada em seu predecessor. A narrativa impressionista e a mitopoeia dominam sua técnica lírica. Seu conceito foi descrito como uma antologia de contos sobre amor, casamento, infidelidade e luto, explorando as complexidades da emoção humana. O seu arranjo musical é predominantemente constituído por vocais, violão, piano e cordas. As bandas americanas Bon Iver, Haim e The National aparecem como artistas convidados no álbum.
Evermore recebeu aclamação universal da mídia especializada. Ao passo em que alguns prezaram sua temática dinâmica, produção experimental e vocais diferenciados de Swift, outros profissionais sentiram o projeto como uma sequência ou uma contraparte de Folklore. Constou em diversas listas reconhecendo os melhores discos de 2020 e rendeu à musicista uma indicação a Álbum do Ano, nos Grammy Awards de 2022, convertendo-se em sua segunda indicação consecutiva a categoria após tê-la vencido com Folklore no ano anterior. Obteve êxito comercial, liderando as tabelas musicais de nações como Argentina, Austrália, Canadá, Nova Zelândia, Portugal e Reino Unido. Nos Estados Unidos, o material marcou a oitava estreia consecutiva de Swift no ápice da Billboard 200, onde estabeleceu o menor tempo de diferença entre dois álbuns em primeiro lugar por uma mesma artista na história da tabela — um feito reconhecido pelo livro Guinness de Recordes Mundiais. Foi o décimo disco que mais vendeu naquele ano no país e conquistou uma certificação de platina pela Recording Industry Association of America (RIAA).
De Evermore, foi lançados um single oficial e dois promocionais; o inicial, "Willow" sagrou-se como a sétima canção de Swift a culminar na tabela Billboard Hot 100, tornando-se a primeira vez que um mesmo artista estreava duas vezes simultaneamente no topo desta parada e da Billboard 200 no mesmo ano. Divulgação mínima foi realizada para o álbum, com a cantora apresentando-se somente no Jimmy Kimmel Live!. Após o lançamento de Evermore e o sucesso comercial que se seguiu, Swift reiterou sua imagem como uma das cantoras de maior sucesso na indústria musical e o mesmo foi aclamado pela Billboard, junto a Folklore, como os exemplos mais notáveis de como a pandemia mudou a música em 2020 e algo que forçou os artistas a alterar seu processo criativo durante este período. Diversos cantores o citaram como influência para seus projetos, com a procura pelo trabalho de Antonoff e Dessner aumentando significativamente desde então.

## Antecedentes e desenvolvimento
"Para ser mais clara, simplesmente não conseguíamos parar de escrever músicas. Para tentar falar mais poeticamente, é como se estivéssemos na beirada dessa floresta folkloriana e tivéssemos duas escolhas: virar e voltar ou mergulhar mais nas florestas dessa música. Nós escolhemos mergulhar profundamente e meus colaboradores e eu estamos orgulhosos de dizer que meu 9º álbum, a irmã do Folklore, está aqui. Se chama Evermore".

— Swift apresentando Evermore no Instagram.
Durante o isolamento social ocorrido devido ao agravamento da pandemia de COVID-19, em 23 de julho de 2020, a cantora e compositora americana Taylor Swift anunciou seu oitavo álbum de estúdio, Folklore, e o lançou no dia seguinte. Produzido por ela mesma, pelo colaborador de primeira viagem Aaron Dessner, pelo colaborador de longa data Jack Antonoff e pelo então namorado Joe Alwyn, foi recebido com sucesso comercial e de crítica, tornando-se o álbum mais vendido de 2020 e ganhando o troféu de Álbum do Ano na 63.ª cerimônia dos Grammy Awards. Como forma de promoção foi lançado no Disney+, em 25 de novembro de 2020, um filme-concerto intitulado Folklore: The Long Pond Studio Sessions, gravado no Dessner's Long Pond Studio em Hudson Valley; este, detalha a produção do álbum com apresentações de suas canções.
Depois de lançar Folklore, Swift continuou a trabalhar remotamente com Dessner, que continuou lhe enviando faixas instrumentais, para as quais ela escrevia as letras. Ela afirmou que a ótima recepção do disco a encorajou a expandir ainda mais sua musicalidade. Logo depois, as sessões da cantora com Dessner resultou em um projeto que foi uma extensão natural de Folklore, que eventualmente assumiu sua identidade individual como Evermore. Dessner o apelidou de uma "avalanche estranha" proveniente de Folklore. Em comparação com o seu antecessor, o desenvolvimento de Evermore foi um processo mais experimental, durante o qual a dupla não se sujeitou a quaisquer limitações. Em uma entrevista para Zane Lowe, na Apple Music, a cantora afirmou que este último deu a ela uma sensação de "conclusão tranquila e uma espécie de serenidade estranha" depois de lançar Folklore, e correlacionou-o com os temas desses álbuns, dizendo que um dos principais tropos de Folklore era "resolução de conflitos" — "tentar descobrir como passar por algo com alguém", enquanto Evermore lida com "finais de todos os tipos, tamanhos e formas", e a dor e as várias fases desses encerramentos.

## Produção e gravação
Tal como o seu antecessor, Evermore também é um produto de colaboração remota e comunicação virtual, e foi gravado em total sigilo. Dessner produziu ou co-produziu todas as faixas de seu alinhamento, exceto "Gold Rush", que apenas Swift e Antonoff produziram. Todas as canções, exceto "Cowboy Like Me", foram gravadas no Long Pond Studio, onde Folklore: The Long Pond Studio Sessions foi gravado. Após o lançamento de Folklore, Swift escreveu duas canções, "Closure" e "Dorothea", para o Big Red Machine — que é um supergrupo de Dessner e Justin Vernon, vocalista da banda Bon Iver — as músicas acabaram sendo inclusas em Evermore. Para celebrar Folklore, Dessner compôs casualmente uma faixa instrumental "Westerly", em homenagem à localização da casa da cantora em Rhode Island. Uma hora depois, ela escreveu "Willow" e a enviou de volta para ele. A artista compôs a faixa-título "Evermore" com Alwyn (também conhecido como William Bowery) e a enviou para Vernon, que adicionou uma ponte. Dessner percebeu que eles estavam criando uma contrapartida ao Folklore somente após terem escrito mais de sete músicas. Ele compôs "Tolerate It" em um piano em 10 minutos e enviou para Swift, evocando uma cena em sua mente ao ouvir a faixa; ela o enviou de volta com a letra finalizada. Dessner afirmou que "chorou quando ouviu" a letra pela primeira vez.

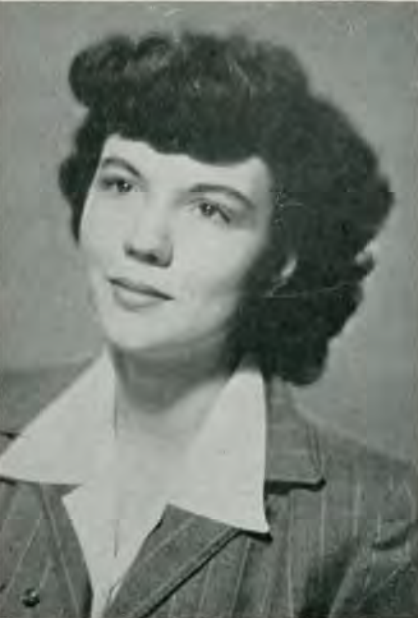
"Marjorie", a décima terceira faixa do álbum, é uma homenagem à cantora de ópera americana e avó materna de Swift, Marjorie Finlay (foto em 1949), que inspirou a paixão de Swift pela música.

Swift viajou para Long Pond Studio para filmar Folklore: The Long Pond Studio Sessions. Assim que as filmagens foram concluídas, ela passou a noite no local, para gravar com Dessner e Antonoff. Na manhã seguinte, ela abordou Dessner em sua cozinha com "'Tis the Damn Season", que ela escreveu durante a noite. Dessner citou a música como uma de suas obras favoritas de todos os tempos e, analisou, que poderia ter permanecido apenas como instrumental, mas em vez disso, a "incrível habilidade de contar histórias e habilidade musical de Swift a pegou e fez algo muito grande". "No Body, No Crime" foi inspirado na "obsessão da intérprete por podcasts/documentários sobre crimes reais". Ela escreveu-a em um violão e enviou a Dessner um memorando de voz, após o qual ele começou a produzi-la. Swift tinha ideias específicas sobre como ela queria a música, incluindo uma participação especial da banda Haim, que gravou seus vocais na casa de Ariel Rechtshaid, em Los Angeles, e os encaminhou para a cantora. A gaita e os riffs de guitarra do tema foram tocados por Josh Kaufman, que também tocou gaita em "Betty", de Folklore; JT Bates tocou bateria e também fez o mesmo em "Dorothea". Aaron Dessner e seu irmão gêmeo, Bryce Dessner, enviaram a Swift alguns dos instrumentais que fizeram para sua banda, nomeada the National. Uma delas foi o que se tornaria "Coney Island". Swift e Alwyn escreveram a letra e gravaram seus vocais. Depois de ouvir a demo, os irmãos Dessner sentiram que a música estava muito relacionada ao National, e imaginaram Matt Berninger (vocalista da banda) cantando-a e Bryan Devendorf (o baterista) tocando bateria. Aaron informou Berninger, que estava "animado" com a ideia. A banda se reuniu, Devendorf tocou bateria, enquanto seu irmão Scott Devendorf tocou baixo e piano; Bryce ajudou a produzir a canção.
"Marjorie" foi uma precursora instrumental de "Peace", a décima quinta faixa do Folklore. O pedal deste último está presente na ponte do primeiro. O ritmo de fundo em "Marjorie" foi composto com um Allovers Hi-hat Generator, um software desenvolvido pelo produtor Ryan Olson, que foi usado em muitas músicas do Big Red Machine. O instrumento pega qualquer som e os divide em samples, e os regenera em padrões musicais aleatórios. Dessner examinou os padrões, escolheu suas partes favoritas, fez um loop, desenvolveu-as em um instrumental e enviou para a cantora, que escreveu "Marjorie" para ela, uma canção sobre sua avó materna e cantora de ópera, Marjorie Finlay. Ela também enviou uma pasta com os discos de Finlay para Dessner, que fez uma amostra de alguns deles na música. "Right Where You Left Me" e "Happiness" foram compostas dias antes do processo de escrita de Evermore ser concluído. Dessner estava trabalhando na composição de "Happiness" desde 2019, pensando que seria uma música do Big Red Machine; Swift, porém, admirou seus instrumentais e acabou finalizando a letra, o que também aconteceu com "Right Where You Left Me". As últimas semanas de gravação do disco coincidiram com o processo de gravação de Fearless (Taylor's Version) (2021) — o primeiro álbum regravado pela artista — a qual ela colocou voz em "Happiness" e "You Belong with Me (Taylor's Version)" no mesmo dia.
Vernon esteve mais envolvido com Evermore do que com Folklore. Ele tocou bateria em "Cowboy like Me" e "Closure", guitarra e banjo em "Ivy", e contribuiu com vocais de apoio em "Marjorie". Para "Closure", ele processou os vocais de Swift através de seu modificador vocal Messina, que distorceu seu timbre suave em um rosnado robótico. "Cowboy like Me" foi gravado no Scarlet Pimpernel Studios, localizado no Reino Unido, de propriedade de Marcus Mumford, vocalista da banda britânica Mumford & Sons; Mumford forneceu vocais de apoio na obra. Em "Ivy", Dessner adicionou sinos de trenó para invocar emoções voltadas para o inverno, coincidindo com as imagens invernais da letra. Ele intencionalmente adicionou "uma nostalgia invernal" à maioria das músicas de Evermore, inclinando-se para a ideia que a cantora lhe contou. O produtor disse que mixar as 17 músicas do álbum foi uma "tarefa hercúlea" e que o engenheiro de som Jon Low achou que não seria concluído a tempo.

## Extrutura musical

### Temas e influências na composição
A edição padrão de Evermore tem uma hora de duração e é composta por 15 faixas, enquanto a edição deluxe contém duas músicas bônus. Haim, the National e Bon Iver fornecem vocais convidados nas canções "No Body, No Crime", "Coney Island" e "Evermore", respectivamente. Os críticos apelidaram Evermore de uma sequência e um disco complementar à Folklore. Em termos musicais, funde uma série de estilos em sua estrutura, sendo eles folk-pop, rock alternativo e chamber rock com influências country. Apresenta a mesma estrutura sonora minimalista e lo-fi de seu antecessor, mas de natureza mais solta e experimental. É caracterizado por seu núcleo acústico e clima invernal, consistindo em arranjos esparsos, melodias lentas e borbulhantes; enquanto a sua instrumentação é composta por violões tocados com os dedos, guitarras elétricas oscilantes, suaves e sombrias, pianos, sintetizadores quentes e tontos, bandolim, banjos vibrantes, baterias eletrônicas pulsantes, cordas exuberantes e batidas eletrônicas. Além disso, foram adicionadas a sua composição camadas sutis de Mellotron, flauta, trompa e violoncelos. Os vocais melífluos de Swift são apoiados por harmonias transparentes e "atmosféra enevoada".
A revista Rolling Stone sentiu que Evermore aprofunda a visão folk gótica de Swift. A Hits, por sua vez, descreveu a paleta sonora do álbum como "aguada" e "hipnótica". O The Daily Telegraph disse que não há senso de andamento ou urgência em suas canções, afastando-se dos andamentos acelerados para animarem plateias em estádios como a dos trabalhos anteriores da cantora. A Esquire observou o seu foco em "detalhes e nuances sonoras, em vez de grandes ganchos". De acordo com o crítico Tom Hull, enquanto a cantora permanece atenta aos "detalhes da produção", Evermore segue Folklore ao abandonar o "brilho pop" em favor da "arte musical direta" devido, em parte, à pandemia ter mudado o seu foco em arenas para ambientes caseiros. O Stereogum o descreveu como "um álbum suave, meditativo e conscientemente silencioso" similar a "música restauradora de cantores e compositores antigos". Na opinião da Slate, a obra tem um ambiente mais amplo e com muita pausa, ao contrário do "minimalismo maximalista" de Folklore, que tinha "camadas sobre camadas de linhas instrumentais contidas".

"Ao invés do comum distanciamento entre suas eras, muito visível entre o colorido Lover e o noturno Reputation, Evermore é o irmão mais novo e talvez mais polido de Folklore. A paleta minimalista de instrumentos combinada com letras enigmáticas e cativantes é uma extensão das histórias contadas na obra anterior: longe de ser um álbum de letras autobiográficas, é um universo mitológico de diversos personagens, histórias e narrativas".

— Laís David, da Universidade Estadual Paulista, comentando o conceito do álbum.
Evermore é percebido como um álbum íntimo, fortemente enraizado em elaboradas narrativas em primeira pessoa a partir de perspectivas de terceira pessoa, em estudos de personagens, e na criação de mitos narrativos. Ele se aventura mais profundamente no mundo imaginário que Swift construiu com Folklore, misturando fatos e ficção. Ambos os discos compartilham um conceito escapista comum, mas em contraste com a natureza mais introspectiva e romântica do supracitado, Evermore é mais ousado, desinibido, brincalhão, e impressionista, investigando extensivamente os conceitos da intérprete sobre o amor e dor adulta. As canções geralmente ruminam temas de amor proibido, negligência romântica, perdão, casamento e infidelidade, girando em torno de um conjunto de personagens distintos, como casais em apuros, amigos desprezados e mulheres complicadas. Também analisa emoções e possibilidades conflitantes, deixando de lado as "reviravoltas noir" nas tramas.
Liricamente, como seu álbum irmão, Evermore incorpora a natureza, paisagens e objetos no céu, como lua crescente, nascer do sol, cometas, céu âmbar, precipício, salgueiro, trevo e hera. As frases e jogos de palavras, que são marca registrada de Swift, também são abundantes. A revista Variety observou que "calor em meio ao gelo" é um "motivo lírico recorrente". O American Songwriter opinou que a obra fez com que a cantora escrevesse principalmente "a antologia do 'infeliz para sempre' de casamentos que deram errado". A Slate também a chamou de antologia, enfatizando "seu salto da autobiografia para canções que são pura ficção ou então liricamente simbólicas de maneiras que não funcionam como romans à clef". O Stereogum rotulou-o de "ficção observacional". A Pitchfork observou que Swift continua sendo uma vocalista versátil e expressiva, e uma letrista "prolixo" para "ampliar pequenos momentos tristes". A professora de teoria musical Alyssa Barna analisou que a cantora adota um timbre estático e incolor tanto para os vocais quanto para a instrumentação no álbum. Já a Spin sentiu que, no disco, ela desvenda com "precisão e devastação" as "emoções humanas extremamente complexas".

### Estrutura musical e letras

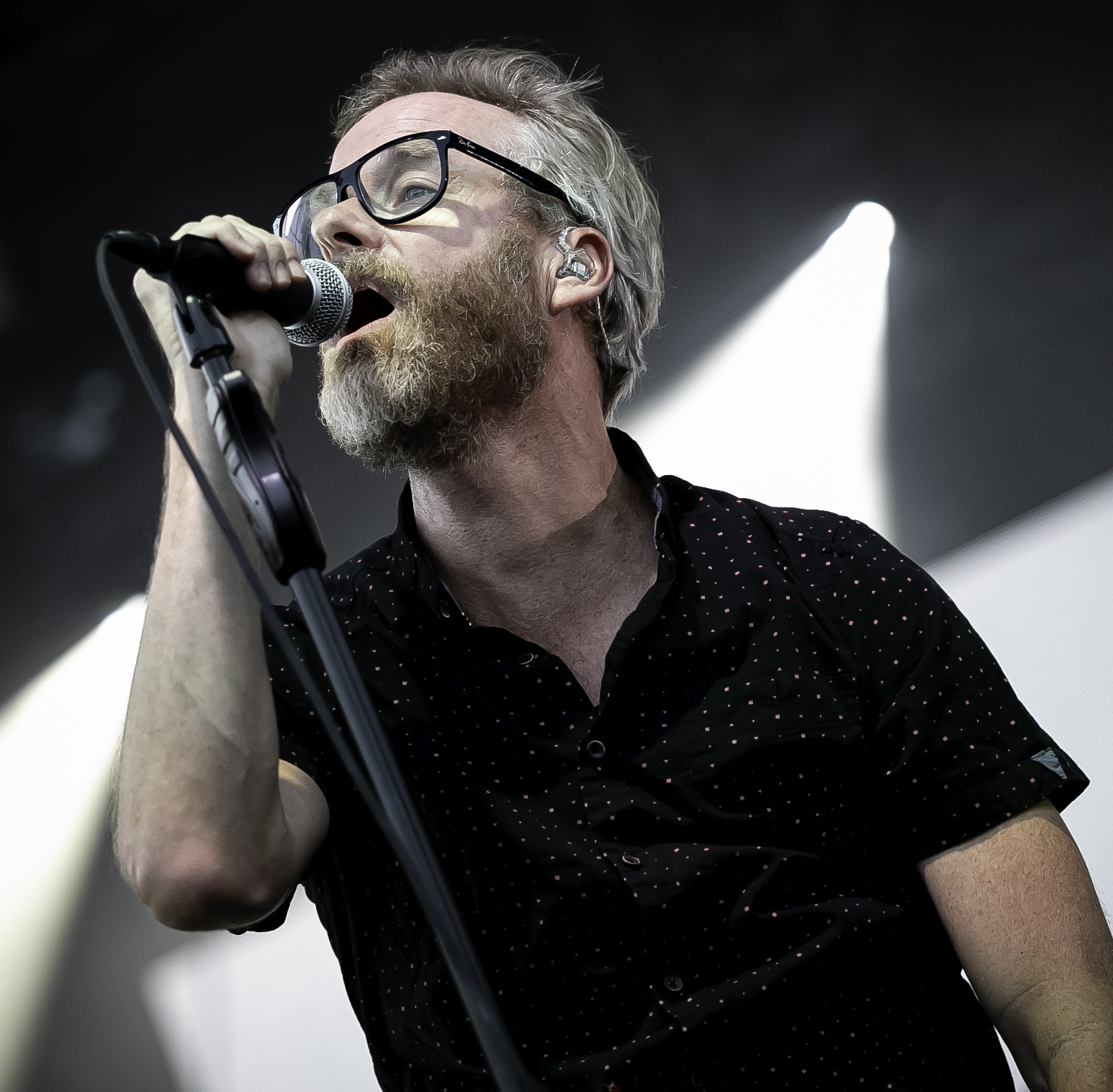
Matt Berninger, vocalista do The National, gravou um dueto com Swift em "Coney Island".

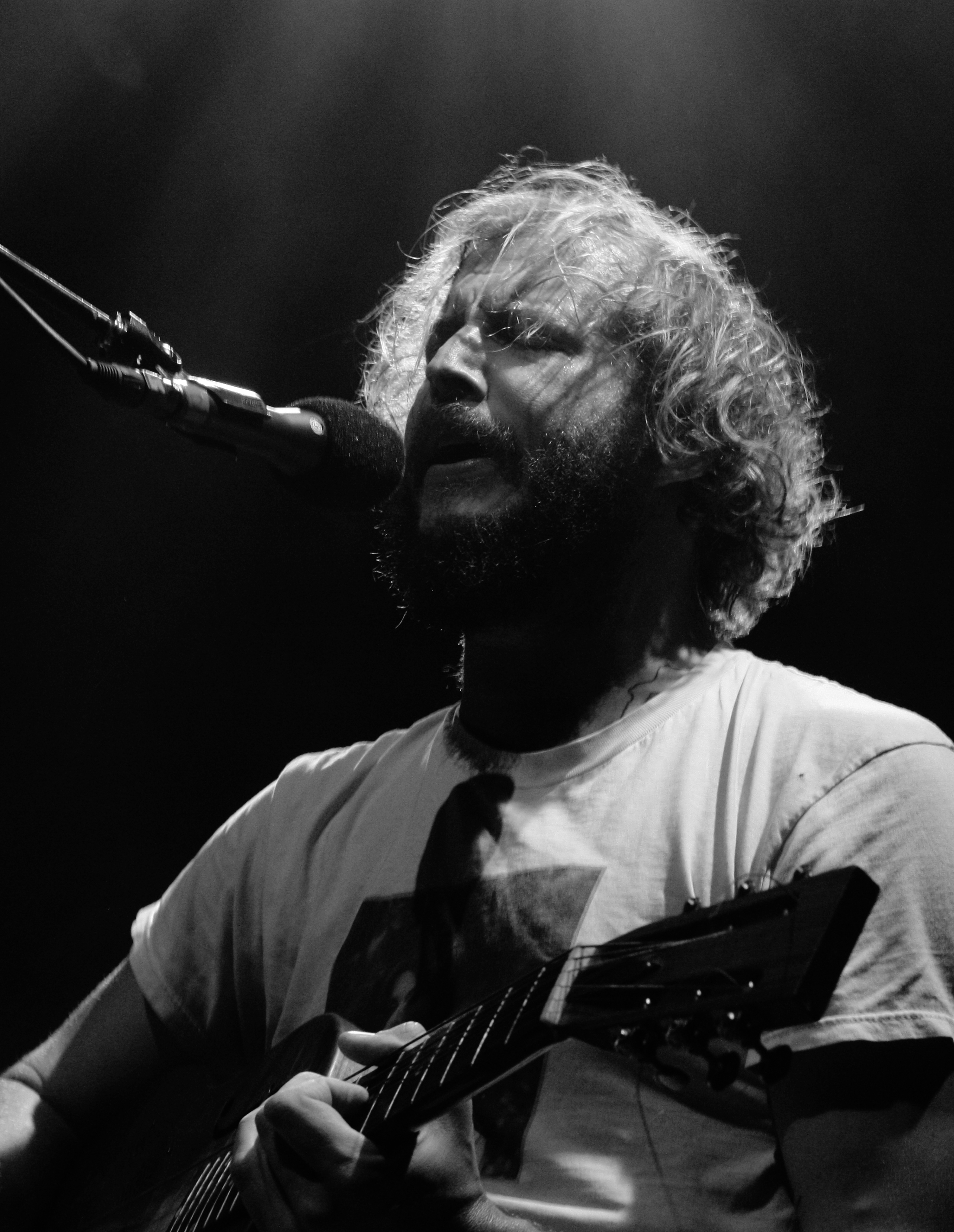
Justin Vernon co-compôs a faixa-título, "Evermore", a qual interpreta em dueto com Swift.

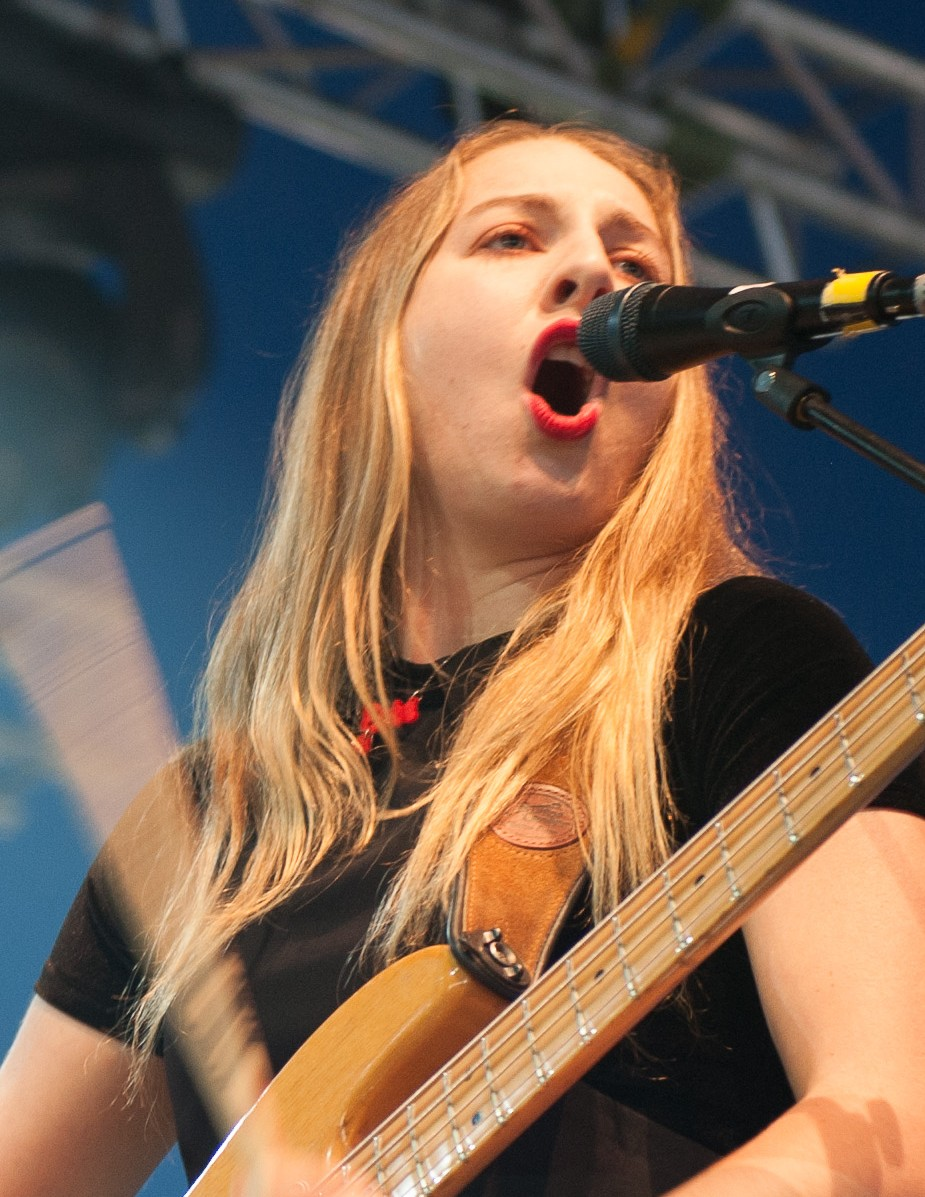
Este Haim é uma das integrantes do Haim, grupo o qual divide os vocais com Swift em "No Body, No Crime".

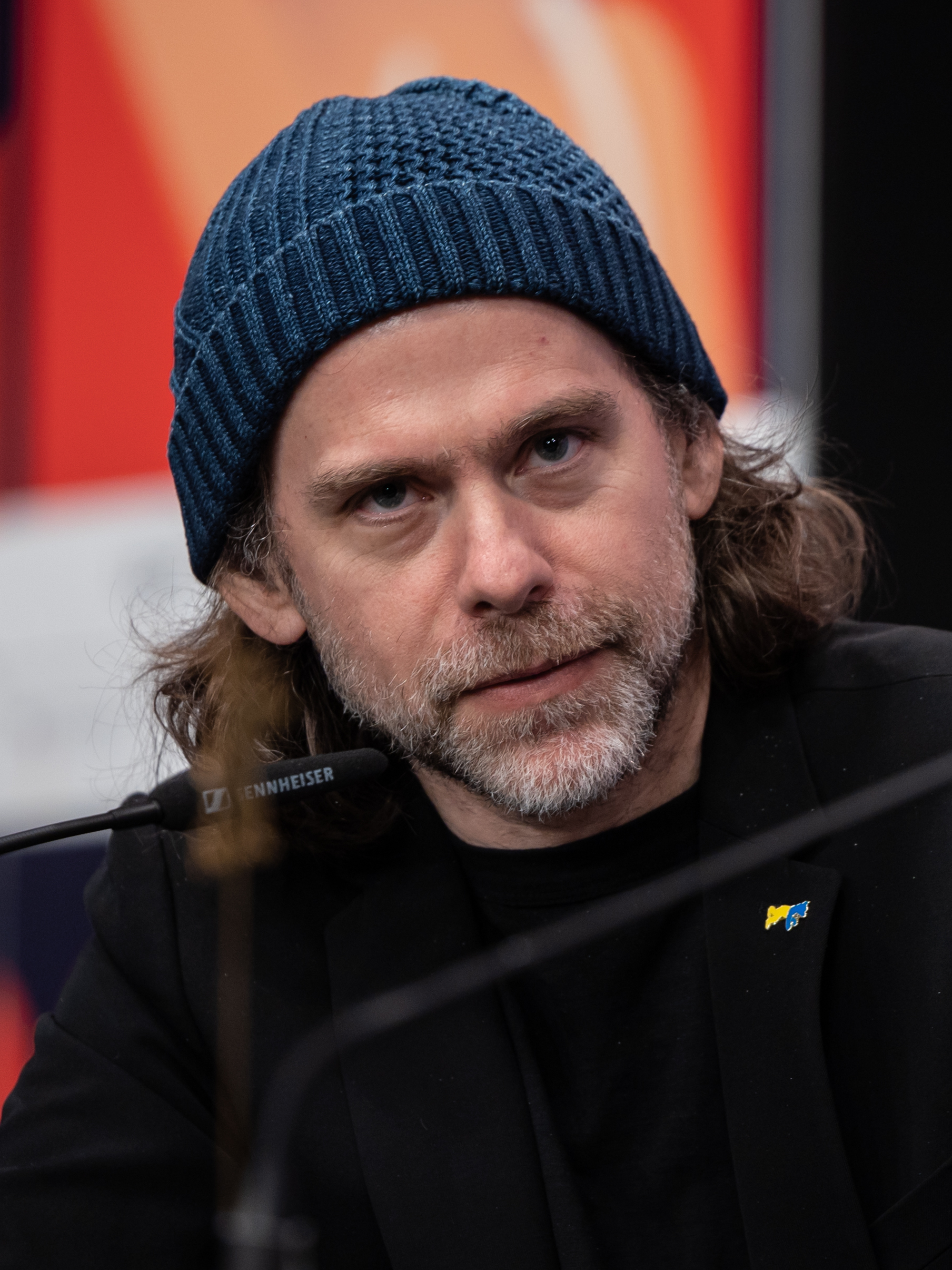
Bryce Dessner co-compôs e co-produziu "Coney Island".

Evermore inicia-se com "Willow", uma canção de amor de gênero chamber folk, apoiada por guitarras, glockenspiel, orquestrações, bateria programada e um "refrão sem fôlego", que fala sobre a intriga e a complexidade de desejar uma pessoa. Percorrendo por declarações românticas e devocionais, Swift desfruta de diversas figuras de linguagem para descrever como é se apaixonar por alguém: "A vida era um salgueiro e ela se dobrou diretamente a seus ventos". "Champagne Problems" é uma balada triste, com acordes de piano espaçosos, oom-pah entrelaçados com um arpejo de guitarra e vocais em coro. Apresenta um triste teor natalino e soa como uma carta aberta, cantada da perspectiva de alguém que terminou um relacionamento após receber um pedido de noivado. A voz suave da artista acrescenta um toque nostálgico às suas palavras, que são carregadas de uma doce empatia pela dor da outra pessoa. Na ponte, onde a narradora dessa história revive pequenos momentos de felicidade e lamenta as coisas boas perdidas no tempo, ela se despede com palavras agridoces, afirmando com delicadeza: "você vai encontrar algo real, ao invés disso / ela vai remendar sua tapeçaria que eu rasguei". "Gold Rush" é uma canção chamber pop ágil com bateria, trompas, violinos, mudanças giratórias no andamento e um refrão "sonhador". Seus versos frenéticos são dísticos entregues em um ritmo pulsante sobre batidas persistentes, com uma pista falsa em sua introdução e outro feito de "vocais em camadas". Expressando ciúme e insegurança em relação a um sujeito atraente, "Gold Rush" demonstra a paixão do narrador pelo sujeito usando um devaneio, e retrata seu desgosto por sua própria incapacitação diante da beleza, comparando-a à corrida do ouro.
"'No Body, No Crime' foi diretamente baseada no meu amor por podcasts de crimes reais [...]. Além disso, eu meio que tinha essa melodia na minha cabeça e pensei na minha amiga, Este. Sempre achei o nome dela tão legal, então tudo meio que veio junto nesse tipo de enredo de assassinato misterioso com vingança. Eu perguntei para minha amiga se eu poderia usar o nome dela na personagem principal e ela concordou, e então pensei que seria tão legal se HAIM cantasse na música — a banda que Este tem com suas irmãs, Danielle e Alana. Então acabou se tornando essa missão muito divertida de criar uma música sobre um crime de vingança".
— Swift explicando o conteúdo lírico de "No Body, No Crime".
A quarta faixa, "'Tis the Damn Season", é uma canção de Natal. Nele, a narradora chega para passar férias em sua cidade de nascimento, Tupelo, onde ela encontra seu ex-namorado e acaba na cama com ele, apesar de saber que a chama reacendida não levará a lugar nenhum. É construído em torno de um riff de guitarra elétrica, e a narradora é revelada como uma personagem chamada Dorothea, mais tarde no álbum. "Tolerate It" é instrumentado pelo som do piano e com vocais que crescem no refrão e na ponte. Liricamente, narra a história do ponto de vista de alguém que faz de tudo ao seu alcance para ser valorizada em seu relacionamento, mas não obtém reconhecimento da pessoa amada. Ela demonstra seu afeto em inúmeros gestos, como é mostrado nos versos "eu te saúdo com boas-vindas de um herói de batalha / eu levo suas indiscrições todas na brincadeira / eu me sento e escuto, eu limpo os pratos até que reluzam e brilhem", mas sua presença e seus esforços são apenas tolerados ao invés de celebrados. "No Body, No Crime", onde Swift retorna às suas raízes no country, é uma parceria com a banda HAIM. A obra dá asas à imaginação com uma história de mistério, infidelidade e assassinato. Ao som de sirenes de viaturas policiais, gaita e violão, narra sombriamente a personagem Este, que confronta o marido ao desconfiar de traição e acaba sofrendo consequências por isso.
"Happiness", a melancólica sétima faixa, é uma balada de música ambiente. Inicia-se apenas com os vocais límpidos da intérprete acompanhados de um suave som de órgão, a canção trata de uma epifania que vem após um término doloroso: a de que havia felicidade no relacionamento e vai continuar a haver depois dele, mesmo que no momento presente haja somente dor e mágoa. Segue-se, então, "Dorothea"; esta retoma a história já contada em "'Tis the Damn Season", dessa vez do ponto de vista da outra pessoa, que precisou lidar com a partida de Dorothea quando esta foi seguir seu sonho de ser atriz em Hollywood. O vínculo entre as duas músicas se dá a partir da linha "Você fez amigos brilhantes desde que deixou a cidade / Uma pequena tela é o único local em que te vejo agora". A canção busca a regionalidade do country para introduzir esse personagem de cidade pequena com simplicidade e leveza. A nona canção, "Coney Island", a primeira colaboração de Swift com o The National, é um rock alternativo, valsa e indie-folk. Coney Island é um bairro no Brooklyn, Nova Iorque. A letra se desenrola como uma conversa entre duas pessoas que têm um passado juntas, evoca um forte sentimento de perda e nostalgia por esse relacionamento antigo, onde o esforço não era igual de ambos os lados. "Ivy" retoma as características da música celta, presente em "Willow", para contar a história de um amor proibido. Os violinos e violões sobrepostos entrelaçam a voz serena da intérprete, cantando da perspectiva de uma mulher casada envolvida em um um outro relacionamento. É carregada de metáforas, comparando o toque do amante com um "brilho incandescente" vindo da neve, e o sentimento por ele com a hera que cresce nas paredes e se alastra. No refrão é possível ouvir os vocais de Iver ao fundo.
"É interessante porque, com "Marjorie", essa é uma faixa que já existia há algum tempo, e você pode ouvir elementos disso por trás da música "Peace" [de Folklore]. Esse zumbido estranho que você ouve em "Peace", se prestar atenção na ponte de "Marjorie", você o ouvirá um pouco, bem distante. Um pouco do que você ouve vem do meu amigo Jason Treuting tocando percussão, acordes na baqueta que ele escreveu para um projeto do meu irmão, chamado "Music for Wooden Strings". Eles estão tocando esses acordes e você pode ouvir os mesmos na música "Quite Light", do The National".
— Dessner explicando a criação de "Marjorie".
Swift canta sobre dois vigaristas "caçadores de ouro" na décima primeira faixa de Evermore, "Cowboy Like Me"; eles inesperadamente se apaixonam enquanto frequentam resorts e enganam os ricos. Ela canta com delicadeza, acompanhada do piano, violão e bateria leve. "Long Story Short" é, musicalmente, derivado do indie rock com infusão de pop e um estimulante pós-refrão, guitarras explosivas, cordas, batidas nítidas de bateria ao vivo e bateria eletrônica. Aqui, a intérprete olha para a sua trajetória com carinho e faz as pazes com as coisas que não deram certo. Em "Marjorie", ela guardou o lugar para homenagear a lembrança de sua avó que morreu quando ela tinha 13 anos. Contando com vocais de apoio de Iver e batidas programadas, a letra consiste nos conselhos de Finlay para sua neta, bem como nas memórias e arrependimentos de Swift. "Closure", a décima quarta faixa, flerta com o folk industrial, intercalando batidas eletrônicas com as notas do piano e criando um som caótico que se mistura ao modo controlado com que ela entrega versos cheios de ressentimento. De forma passivo-agressiva, a cantora se dirige a um ex-namorado que a ofereceu falsa simpatia a seus sentimentos quando o tempo certo já havia passado. A edição padrão do álbum termina com a faixa-título — uma balada ao piano que progride para uma ponte dramática após uma mudança de andamento, onde Swift é acompanhada no meio pelo falsete característico de Vernon em um modelo chamada e resposta. Ela navega pela depressão, desolação e noções negativas em seus versos, em contraste com os versos otimistas e de apoio do cantor que tentam ajudá-la, resultando na compreensão de que a dor é temporária. A edição deluxe de Evermore inclui duas faixas bônus: "Right Where You Left Me" é uma música country e folk-pop, retratando o destino de um amor "congelado no tempo", com guitarras vibrantes. Em contraste, "It's Time to Go" é sobre o conhecimento do narrador de quando sair de um relacionamento, como uma amizade, apresentando histórias de divórcio e de perda de uma carreira dos sonhos para um indivíduo inadequado; a música contém referências à disputa de Swift sobre suas masters.

## Lançamento e arte

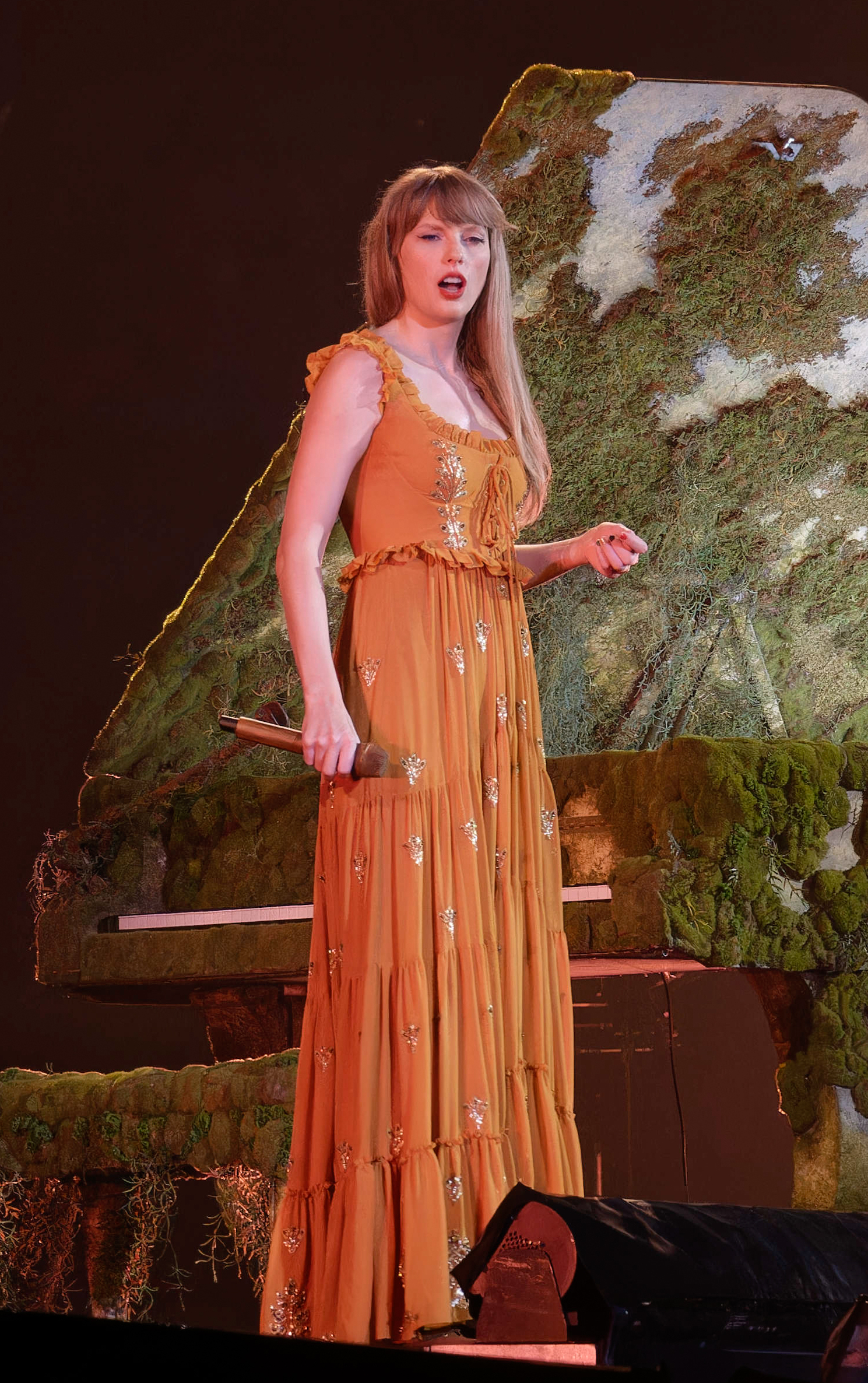
Swift realizando o ato Evermore na turnê Eras Tour (2023) em Inglewood, Califórnia.

No dia 10 de dezembro de 2020, três dias antes de seu aniversário de 31 anos, Swift postou nove fotos em sua conta oficial no Instagram, que juntas formavam uma imagem dela retratando o que viria a ser a arte de capa de seu nono álbum de estúdio, intitulado Evermore. Em outra postagem, ela anunciou o lançamento do mesmo, para à meia-noite. Ela revelou a lista de faixas e um videoclipe para a canção de abertura, "Willow", que estrearia no YouTube junto com o lançamento do disco. Referindo-se aos regulamentos de bloqueio à luz da pandemia de COVID-19, a cantora escreveu: "Todos vocês foram tão atenciosos, solidários e carinhosos nos meus aniversários e desta vez pensei em dar-lhes algo! ser solitário para a maioria de nós e se há algum de vocês por aí que recorre à música para lidar com a falta de entes queridos como eu, isto é para você". Antes da estreia do videoclipe de "Willow", ela comparou a estética sonora e musical de Evermore ao outono e ao inverno, em contraste com a primavera e o verão de seu antecessor.
Inicialmente, o projeto tornou-se disponível apenas para plataformas digitais e de streaming. A edição em  disco compacto (CD) foi disponibilizada em 18 de dezembro de 2020. As faixas bônus, "Right Where You Left Me" e "It's Time to Go", presentes na edição deluxe, que antes eram exclusivas para o físico, foram liberadas para serviços de streaming em 7 de janeiro de 2021. As fitas cassete e os discos de vinil da obra foram disponibilizados em 21 de fevereiro e 28 de maio, respectivamente. A Billboard informou que o atraso no lançamento dos formatos físicos se deveu ao seu lançamento surpresa e ao demorado processo de fabricação, especificamente das cópias em vinil. Um número limitado de CDs autografados foram vendidos em lojas de discos independentes selecionadas. É considerado um "álbum irmão" de Folklore, lançado menos de cinco meses antes; ambos foram liberados de forma surpresa, anunciados 16 horas antes de seu lançamento à meia-noite. Evermore marcou a segunda vez que Swift abandonou o lançamento de seu longo e tradicional álbum sob aviso-prévio.
A estética visual de Evermore assume um tema invernal, uma versão natalina da estética cottagecore e florestal de Folklore. A Time afirmou que o último citado contém uma paleta outonal silenciosa de sons e sentimentos, enquanto Evermore é seu companheiro de inverno com tristeza e arrependimento persistentes. Uma vez que Folklore adapta um monocromático em tons de cinza, Evermore emprega o multi-colorismo. A The Times of India opinou que abraça a "Laurel Canyon da década de 1960". Sua arte de capa mostra a figura da cantora de costas para a câmera, vestindo novamente um casaco grosso de flanela xadrez marrom e laranja, retirado de uma coleção da estilista britânica Stella McCartney, com o cabelo em uma trança bem amarrada e cercada por uma natureza monocromática que, desta vez, era similar à estação de lançamento do álbum, no inverno americano. A revista Stylist chamou o penteado de "bagunçado, mas chique". Adam Reed, embaixador editorial no Reino Unido da empresa de beleza francesa L'Oréal, admirou a trança e a descreveu como "simples, sobrenatural e atemporal". De acordo com o portal Consequence, a arte da capa é "linda em sua simplicidade" e mostra Swift de frente para um campo, deduzindo que "ela está convidando o ouvinte a vê-la através de seus olhos". Após seu lançamento, réplicas do casaco de flanela usado na imagem esgotou rapidamente nas lojas Farfetch. Foi a terceira capa de álbum mais pesquisada na internet em 2021, depois das de Donda (2021), de Kanye West, e Sour (2021), de Olivia Rodrigo.

## Repercussão

### Crítica profissional
| Críticas profissionais    | Críticas profissionais |
| Pontuações agregadas      | Pontuações agregadas   |
| Fonte                     | Avaliação              |
| ------------------------- | ---------------------- |
| Metacritic                | 85/100                 |
| Avaliações da crítica     |                        |
| Fonte                     | Avaliação              |
| AllMusic                  | [ 34 ]                 |
| Entertainment Weekly      | A                      |
| Evening Standard          | [ 69 ]                 |
| The Guardian              | [ 17 ]                 |
| The Independent           | [ 24 ]                 |
| The Irish Times           | [ 24 ]                 |
| NME                       | [ 21 ]                 |
| Pitchfork                 | 7.9/10                 |
| Rolling Stone             | [ 11 ]                 |
| The Sydney Morning Herald | [ 15 ]                 |

Evermore recebeu ampla aclamação da crítica especializada em música contemporânea após seu lançamento, especialmente pela relação do projeto com Folklore e pela forma como Swift expandiu seus limites musicais. No agregador de resenhas Metacritic — que estabelece uma média de até cem pontos com base nas avaliações dos críticos musicais —, o álbum recebeu uma pontuação média de 85, com base em 29 resenhas recolhidas, indicando análises favoráveis.
Chamando Swift de uma musicista única, a editora Brodie Lancaster, do jornal australiano The Sydney Morning Herald, prezou a visão de Evermore sobre a fantasia, elogiando a profundidade e variedade de personagens em suas histórias líricas. A crítica do NME, Hannah Mylrea, atribuiu ao álbum as cinco estrelas permitidas e destacou; "Se Folklore é o irmão introspectivo, romântico e mais velho, Evermore é o irmão mais novo e livre". O veículo sentiu que ele é mais solto do que o outro disco, "mais experimental, charmoso e com nuances musicais". No entanto, seu lançamento poderia não ocorrer sem seu antecessor, já que foi construído com base nele, "sem saber se daria certo", "empurrando os limites daquela paleta sonora ainda mais". Neil McCormick, do The Daily Telegraph, o avaliou com quatro estrelas de cinco permitidas e o descreveu como um trabalho sincero e contemplativo, elogiando o som emocional e o seu ritmo vagaroso; Ele também achou que as músicas da obra não eram destinadas a grandes estádios. Patrick Ryan, do USA Today, elogiou o acompanhamento místico e as letras escapistas de Evermore, e enfatizou que ele não é uma remanescência do projeto anterior, e sim "um irmão mais novo que fortalece o poder" de sua intérprete. Completou dizendo que "nos deixou, maravilhosamente e de forma gratificante, perdidos em nossos sentimentos de novo". Na mesma linha, a revista American Songwriter chamou Folklore de "irmão mais velho e arquetípico", enquanto Evermore foi descrito como o "irmão mais novo, ousado e agressivo", sendo uma evolução direcionado aos festivais voltados ao estílo folk do álbum anterior.
Escrevendo para a Entertainment Weekly, Maura Johnston deu uma nota A numa escala de A a F e considerou que Swift "subiu de nível" e assumiu riscos musicais com este trabalho, a qual nomeou, ao lado de seu antecessor, de os dois "irmãos de pináculos da carreira da cantora". O jornal Evening Standard ficou animado em como "o talento inquietante de Swift traz outra brilhante surpresa", enquanto o The Irish Times diz que Evermore "gentilmente te envolve". Bobby Olivier, da Spin, opinou que o conjunto "redefiniu a carreira de Swift" em seu auge, ajudando-a a se juntar a "um grupo de músicos que sempre contribuíram apesar das expectativas impossíveis". Ele o percebeu como uma obra mais sólida do que Folklore. Com uma nota A-, Annie Zaleski, da página The A.V. Club, também favoreceu Evermore em vez de Folklore e comentou que o último álbum citado continuou a "construção do universo" do primeiro com composições mais fortes e coesão sonora mais estreita. De modo similar à Zaleski, Stephen Thomas Erlewine, do banco de dados AllMusic, classificou o projeto quatro de cinco estrelas e também comparou-o ao antecessor, observando que — enquanto este "foi uma partida controlada onde cada elemento se encaixava no lugar exato —, Swift está um pouco mais solta em Evermore, brincando com narrativas e texturas, sentindo-se tão confortável em seu ambiente temperamental que ela lança palavrões sem hesitação". Dizendo, ainda, que embora "Marjorie" possa se voltar para a melancolia, "Evermore como um todo não soa como um álbum triste. Aqui, Swift gosta de brincar com as novas cores musicais e emocionais de sua paleta para tudo menos um bálsamo quente, um disco adequado para contemplação, não para solidão". Já Sam Sodomsky, da Pitchfork,  viu sua estrutura musical como similar à de Red (2012), observando que em ambos "a amplitude de suas composições é tão importante quanto a profundidade". Encerrou sua crítica dando-lhe uma nota 8,1 de 10.

"Digamos o mais breve possível, devido às emergências associadas a estas estreias surpresas, Evermore é, mais uma vez, um álbum excelente. O fato de esta ser a segunda vez que atribuímos tal epíteto a uma obra de Swift torna-a menos interessante, mas mais meritória. As semelhanças com Folklore são evidentes, além da alergia às letras maiúsculas: a produção ainda é comandada pelo seu inesperado novo grande aliado da temporada, Aaron Dessner (The National); O tom é marcadamente outonal, íntimo e evasivo, e a própria Taylor o classifica como um "álbum irmão". Mas manter esse nível ao longo de 15 novas faixas – que serão 17 na iminente edição física – equivale a estar em estado de graça".

—Análise feita por Fernando Neira, do jornal espanhol El País.
Atribuindo quatro estrelas e meia de cinco ao projeto, Claire Shaffer, da Rolling Stone, viu a adoção de Swift por novos gêneros musicais nele como um apelo ambicioso; Esta jornalista também apreciou à sua nova direção artística, concluindo: "Sem dúvida, Swift ainda é mestre em escrever despedidas dolorosas, mas as músicas de Evermore são um passo bem-vindo em uma direção mais madura, o resultado de meses e meses em que ela se perdeu na floresta e questionou seu caminho a seguir. No momento em que você estiver lendo isto, ela já deve ter encontrado a resposta". Helen Brown, do The Independent, concedeu quatro estrelas e opinou que as canções da obra eram assustadoras e contemplativas e suas letras de "bom gosto". Para a Billboard, Jason Lipshutz avaliou o álbum como mais progressivo e ousado do que Folklore, apesar de ser considerado uma sequência desse último. Ele explicou que Evermore explora as complexidades do amor adulto de forma mais ampla do que seu antecessor, ao mesmo tempo que apresenta as composições mais ousadas e ricas de sua intérprete. O crítico Chris Willman, do Variety, adjetivou de "impressionante" a produção do projeto, bem como os vocais versáteis de Swift. Ele também ficou particularmente impressionado com o estilo impressionista da obra em contar histórias, que deixava o ouvinte mais fascinado quanto mais o ouvia. Jon Pareles, resenhando para o The New York Times, elogiou sua sonoridade profunda e as letras equilibradas, observando aqui uma abordagem mais profundas de personagens do que em Folklore.
Alexis Petridis, em análise para o The Guardian, analisou o trabalho de forma não totalmente positiva, dando-lhe quatro estrelas de cinco permitidas. O profissional também disse que "a estética uniforme do álbum esconde algumas composições medianas, todas com uma atmosfera encantadora e nublada, sem muita substância". O veículo também reconhece que "nem tudo aqui funciona". No entanto, a força dos dois projetos juntos como um conceito único é notada na resenha: "Folklore e Evermore juntos provam a habilidade de Swift de se transformar e a habilidade de suas canções de transitar entre gêneros". Kitty Empire, do The Observer, classificou o disco com três estrelas de quatro e enalteceu a emoção e os temas presentes nele, mas expressou que a intérprete "permanece um pouco mais quieta em Evermore do que em Folklore". Chris Richards, do jornal The Washington Post, acredita que o disco é muito longo, algumas as letras não são dignas das habilidades de Swift e rejeita a noção de classificar seus dois álbuns lançados em 2020 como obras independentes. Para Mikael Wood, do Los Angeles Times, Evermore era apenas sobras de Folklore e "truques antigos repetidos", embora, ainda, tenha citado "Tolerate It", "Gold Rush", "Champagne Problems", "No Body, No Crime" e "Dorothea" como seus destaques.

### Reconhecimento
Patrick Ryan, do USA Today, considerou Evermore o melhor álbum de 2020, declarando que, com ele e Folklore, Swift "criou músicas introspectivas que nos atendem como e onde estamos – pequenos triunfos que a maior contadora de histórias da música projeta em uma confiança prodigiosa para o futuro". Colocando-o no mesmo posto, Chris Willman, da revista Variety, considerou que ambos "se somam a um dos álbuns duplos mais talentosos e sem preenchimento, oficial ou não, da tradição pop. Ao compilar as melhores lançamentos do ano, o jornal Metro Times  o colocou na segunda posição, com Jerilyn Jordan comentando que os dois projetos "não eram intercambiáveis, nem Evermore parece um trabalho lançado as pressas ou um disco de lados B desfilando como um aspirante a Folklore. Na verdade, eles podem ser apenas os melhores álbuns de sua carreira. Na verdade, sabemos que sim". Editores do periódico South China Morning Post, posicionou-o na mesma colocação, argumentando que "com apenas cinco meses de diferença, Swift usou seu tempo de quarentena para criar dois dos álbuns mais robustos de 2020". Para o jornalista Rob Sheffield, da Rolling Stone, Evermore foi o quinto dentre os vinte melhores discos do período e observou que, como seu antecessor, é um "álbum igualmente cheio de desgosto", em que a energia de composição da artista "está mais feroz do que nunca". O periódico Star Tribune o enumerou na mesma ocupação, o adjetivando de tão "igualmente impressionante" como o seu predecessor.
Foi nomeado o sexto melhor por Lori Majewski em sua lista publicada no Yahoo!. Para a The Philadelphia Inquirer, que reuniu 10 trabalhos lançados em 2020, Evermore também foi colocado no sexto lugar, com Paul Schrodt elaborando; "O som indie [de Swift] é necessariamente melhor do que sua abordagem pop pura? Não. Mas é emocionante ouvi-la desenvolver suas formidáveis habilidades de composição enquanto ela avança criativamente". O programa de televisão, Good Morning America o raqueou no número cinco dentre outros 20 trabalhos, com um editor considerando que "se você já duvidou do talento de Swift", esse disco e seu antecessor, "merecem seus ouvidos e tempo". A página PopSugar posicionou-o na décima sétima posição dentre os 50 melhores do ano; Brea Cubit sentiu que "nos leva mais fundo na floresta mística que ela estabeleceu no Folklore, com melodias ainda mais deslumbrantes e letras comoventes". Já no catálogo com os 71 melhores discos de 2020, o crítico Robert Christgau alencou a obra na vigésima ocupação.
Além das listagens, Evermore também recebeu indicações à várias premiações; Na 49ª edição dos American Music Awards, foi condecorado a Álbum Pop/Rock Favorito, sendo a sétima indicação de Swift e a quarta vitória na categoria. Ela também concorreu a Artista do Ano e Artista Feminina de Pop/Rock Favorita, e venceu esta última pela sexta vez, quebrando um recorde. No australiano ARIA Music Awards, a obra rendeu a sua intérprete o troféu de Melhor Artista Internacional, enquanto no canadense Juno Awards obteve a láurea de Álbum Internacional do Ano. Na 64ª cerimônia dos Grammy Awards, disputou o prêmio de Álbum do Ano como a quinta indicação de Swift na categoria, seguindo Fearless (2008), Red (2012), 1989 (2014) e Folklore.

### Impacto
Jornalistas elogiaram a capacidade de Swift em obter sucesso com Evermore após o curto espaço de tempo de seu lançamento e o de Folklore. A Variety comparou-o a movimentos realizado pelos Beatles e U2, enquanto a Rolling Stone o chamou de uma "sequência de sucesso" que lembra manobras semelhantemente executadas por Prince em 1987 e David Bowie em 1977. A Vulture o considerou um "grande choque", já que Swift é conhecida por seus tradicionais lançamentos de álbuns. Os portais online Our Culture Mag e NJ.com saudaram sua "dedicação artística", já que ela também estava regravando simultaneamente seu catálogo anterior em 2020. Por causa do disco, o The Sydney Morning Herald a nomeou "a rainha da produtividade pandêmica". O The New York Times sentiu que a obra foi um momento crucial em sua carreira e criatividade. O The Guardian e a Vox opinaram que Evermore e Folklore deram ênfase à ética de trabalho de Swift, ajudaram os críticos a reconhecer sua musicalidade e a vê-la como uma cantora dedicada, afastando-se de sua imagem de popstar em meados da década de 2010. A Billboard citou ambos os discos como os exemplos mais notáveis de como a pandemia mudou a música em 2020 e forçou os artistas a alterar seu processo criativo. A CNN e a The Times nomearam Swift entre as celebridades mais proeminentes da pandemia. Ela foi a musicista em carreira solo mais bem paga em 2020 no mundo, bem como dos Estados Unidos, graças às suas receitas obtidas com  Evermore e Folklore, que de acordo com Junkee foram "experimentos alternativos" tornados mainstream pelo "puro poder estelar" de Swift.
A cantora e compositora croata Mia Dimšić nomeou Evermore como sua inspiração para escrever "Guilty Pleasure", sua canção de entrada no Eurovision Song Contest 2022. A cantora e compositora americana Christina Perri, sobre seu single "Evergone" (2022), disse ao Consequence que o disco, assim como Folklore a influenciaram a escrever canções sinceras e melancólicas em oposição às expectativas externas de música animada. Depois de Evermore, artistas como Gracie Abrams, Ed Sheeran, King Princess e Girl in Red colaboraram com Dessner em seu Long Pond Studio. Dessner afirmou: "Depois de Taylor, foi um pouco louco quantas pessoas entraram em contato [querendo trabalhar comigo]. E poder conhecer e escrever músicas com gente às quais você não teria acesso [...] estou muito grato por isso". Em 2023, Noah Kahan creditou a obra por fornecer um destaque mainstream para o "gênero folk alternativo".

## Promoção

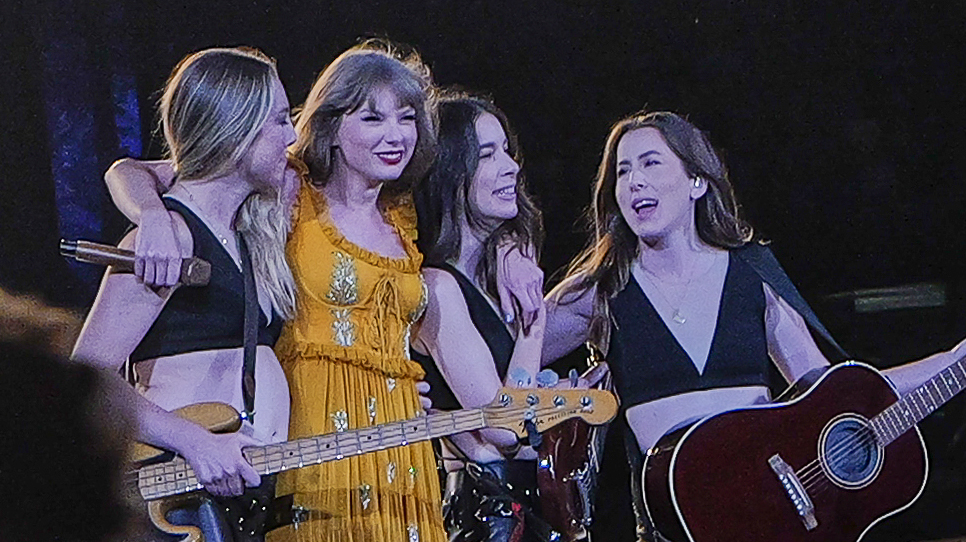
Swift depois de tocar "No Body, No Crime" com Haim na the Eras Tour, em 9 de agosto de 2023.

Para promover Evermore, em 14 de dezembro de 2020, Swift apareceu no Jimmy Kimmel Live!; ela não esteve presente no estúdio, sendo entrevistada através de uma videoconferência devido a pandemia. Na conversa, tratou sobre o álbum, seu aniversário e seu filme-concerto. Em um episódio de dezembro de 2020 do programa de rádio Sirius XM, de Howard Stern, o cantor britânico Paul McCartney revelou que a estadunidense originalmente decidiu adiar o lançamento de Evermore por uma semana para respeitar a data original de lançamento do décimo oitavo disco de estúdio dele, McCartney III, em 11 de dezembro; ao saber disso, o cantor decidiu lançar o projeto no dia 18 do mesmo mês para que Swift pudesse seguir em frente com o lançamento de seu álbum conforme planejado inicialmente. Três compilações de seis músicas compostas por faixas de Evermore e Folklore, intituladas The Dropped Your Hand While Dancing Chapter, The Forever Is The Sweetest Con Chapter e The Ladies Lunching Chapter (todas estilizadas em letras minúsculas), foram lançadas para plataformas de streaming em 21 e 27 de janeiro e 4 de fevereiro de 2021, respectivamente.
"Willow" foi lançado como o primeiro single de Evermore, junto com o próprio álbum, em 11 de dezembro de 2020. Seu envio para estações de rádio estadunidenses contemporary ocorreu em 14 do mesmo mês e nas do segmento contemporary no dia seguinte. Comercialmente, obteve um resultado positivo, culminando nas Austrália, Canadá e Singapura. De igual forma, em território estadunidense, sagrou-se como a sétima canção da artista a culminar na tabela Billboard Hot 100, estreando diretamente no posto. Com isso, marcou a primeira vez que um mesmo artista debutou duas vezes simultaneamente no topo desta parada e da Billboard 200 em um mesmo ano. Um videoclipe acompanhante, dirigido pela própria intérprete, estreou no mesmo dia do lançamento da música. Ele é uma continuação do enredo do vídeo de "Cardigan" (2020), mostrando um fio de ouro que guia a cantora por uma saga mística e a leva ao seu amante predestinado. Recebeu ampla aclamação da crítica musical e do público, com elogios especiais por seu lirismo romântico e som centrado na guitarra. Outras duas canções do álbum, "No Body, No Crime" e "Coney Island", foram liberadas de forma promocional sendo direcionadas apenas a algumas estações radiofônicas.

## Alinhamento de faixas
| Evermore – Edição padrão |                                                   |                                       |                                      |         |  |
| N.º                      | Título                                            | Compositor(es)                        | Produtor(es)                         | Duração |  |
| 1.                       | "Willow"                                          | Taylor Swift Aaron Dessner            | A. Dessner                           | 3:34    |  |
| 2.                       | "Champagne Problems"                              | Swift William Bowery                  | Swift A. Dessner                     | 4:04    |  |
| 3.                       | "Gold Rush"                                       | Swift Jack Antonoff                   | Swift Antonoff                       | 3:05    |  |
| 4.                       | "'Tis the Damn Season"                            | Swift A. Dessner                      | A. Dessner                           | 3:49    |  |
| 5.                       | "Tolerate It"                                     | Swift A. Dessner                      | A. Dessner                           | 4:05    |  |
| 6.                       | "No Body, No Crime" (com participação de Haim)    | Swift                                 | Swift A. Dessner                     | 3:35    |  |
| 7.                       | "Happiness"                                       | Swift A. Dessner                      | A. Dessner                           | 5:15    |  |
| 8.                       | "Dorothea"                                        | Swift A. Dessner                      | A. Dessner                           | 3:45    |  |
| 9.                       | "Coney Island" (com participação de The National) | Swift A. Dessner Bryce Dessner Bowery | A. Dessner B. Dessner                | 4:35    |  |
| 10.                      | "Ivy"                                             | Swift Antonoff A. Dessner             | A. Dessner                           | 4:20    |  |
| 11.                      | "Cowboy like Me"                                  | Swift A. Dessner                      | A. Dessner                           | 4:35    |  |
| 12.                      | "Long Story Short"                                | Swift A. Dessner                      | A. Dessner                           | 3:35    |  |
| 13.                      | "Marjorie"                                        | Swift A. Dessner                      | A. Dessner                           | 4:17    |  |
| 14.                      | "Closure"                                         | Swift A. Dessner                      | A. Dessner BJ Burton James McAlister | 3:00    |  |
| 15.                      | "Evermore" (com participação de Bon Iver)         | Swift Justin Vernon Bowery            | Swift A. Dessner                     | 5:04    |  |
| Duração total:           | Duração total:                                    | Duração total:                        | Duração total:                       | 60:38   |  |

| Evermore – Faixas bônus dos formatos físicos e edição deluxe digital |                           |                  |                |         |  |
| N.º                                                                  | Título                    | Compositor(es)   | Produtor(es)   | Duração |  |
| 16.                                                                  | "Right Where You Left Me" | Swift A. Dessner | A. Dessner     | 4:05    |  |
| 17.                                                                  | "It's Time to Go"         | Swift A. Dessner | A. Dessner     | 4:14    |  |
| Duração total:                                                       | Duração total:            | Duração total:   | Duração total: | 69:00   |  |

| Evermore – Faixas bônus da edição japonesa |                                                 |                  |                |         |  |
| N.º                                        | Título                                          | Compositor(es)   | Produtor(es)   | Duração |  |
| 18.                                        | "Willow" (Dancing Witch Version) (Elvira Remix) | Swift A. Dessner | A. Dessner     | 3:04    |  |
| 19.                                        | "Willow" (Lonely Witch Version)                 | Swift A. Dessner | A. Dessner     | 3:34    |  |
| Duração total:                             | Duração total:                                  | Duração total:   | Duração total: | 75:30   |  |

Notas
- Todos os títulos das faixas são estilizados em letras minúsculas

## Equipe e colaboradores
Todo o processo de elaboração de Evermore atribui os seguintes créditos:
Músicos
- Taylor Swift: vocais principais (todas as faixas), composição (todas as faixas), produção musical (faixas 2, 3, 6, 15)
- Aaron Dessner: composição (1, 4-5, 7-14), produção musical (1-2, 4-15), programação de bateria eletrônica (1, 4-5, 7, 9-15), percussão (1, 10- 12), teclados (1, 5, 7, 11-12), sintetizadores (1-2, 4, 6-7, 9-12, 14-15), piano (1-2, 4-8, 11, 13 -15), guitarra elétrica (1, 4, 6-12), baixo (1, 4-10, 12, 14), violão (1-2, 4, 6-13), baixo sintetizador (2, 10 -13), bandolim (6), pandeiro (8), violão de sete cordas (9-10) drone (13)
- Bryce Dessner: orquestração (1, 4-5, 7, 9-15), composição (9), produção (9), piano (9, 14), pulso (9), guitarra elétrica (12)
- James McAlister: sintetizadores (1, 5, 10, 12, 14), programação de bateria eletrônica (1, 5, 10, 12), percussão (5), teclados (5, 10), pulso de vermona (13), produção adicional ( 14), kit de bateria (14)
- Bryan Devendorf: percussão (1, 10, 13), programação de bateria eletrônica (1, 5, 9-10, 13), kit de bateria (9, 12)
- Yuki Numata Resnick: violino (1, 4-5, 7, 9-15)
- Josh Kaufman: guitarra elétrica (1, 6), guitarra havaiana (6, 10, 15), guitarra elétrica (6), órgão (6), gaita (6)
- Clarice Jensen: violoncelo (1, 4, 5, 9-13, 15)
- Jason Treuting: glockenspiel (1), percussão (5, 9, 13), bateria (9), crotais (12, 15), percussão de metal (12), acorde (13-14)
- Alex Sopp: flauta (1, 15)
- CJ Camerieri: trompa (1)
- Thomas Bartlett: teclado (1, 4, 7, 8), sintetizadores (1, 4, 7, 8, 10), piano (8)
- Logan Coale: baixo vertical (2, 10-11, 14-15)
- William Bowery: composição (2, 9, 15), piano (15)
- Jack Antonoff: composição (3, 10), produção (3), bateria (3), percussão (3), baixo (3), guitarra elétrica (3), violão (3), violão de sete cordas (3), piano ( 3), mellotron (3), vocais de apoio (3)
- Mikey Freedom Hart: DX7 (3), guitarra elétrica (3), guitarra de náilon (3), Rhodes (3), celeste (3)
- Sean Hutchinson: bateria (3)
- Michael Riddleberger: bateria (3)
- Evan Smith: apitos (3)
- Patrik Berger: OP-1 (3)
- Bobby Hawk: violino (3)
- Nick Lloyd: órgão Hammond B3 (4)
- Josh Kaufman: harmônio (4), lap steel (4, 11), guitarra elétrica (8), violão (8), gaita (11), bandolim (11)
- Benjamin Lanz: trombone (4, 10), arranjo de trompa (4), sintetizador modular (8, 10)
- Danielle Haim: vocais (6)
- Este Haim: vocais (6)
- JT Bates: bateria (6-8, 10), percussão (8)
- Ryan Olson: Allovers Hi-Hat Generator (7, 13)
- Matt Berninger: vocais (9)
- Scott Devendorf: baixo (9), piano de bolso (9)
- Justin Vernon: vocais de apoio (10, 13), triângulo (10), bateria (10-11, 14), banjo (10), guitarra elétrica (10-11), sintetizador (13), Messina (14), composição (15), sintetizadores (15), gravação de campo (15), vocais (15)
- Kyle Resnick - trompete (10, 12, 14)
- Marcus Mumford: vocais de apoio (11)
- Marjorie Finlay: vocais de apoio (13)
- BJ Burton: produção adicional (14)
- Trever Hagen: trompete (14), mixagem (14)
- Gabriel Cabezas: violoncelo (14-15)
- Dave Nelson: trombone (14)
- Stuart Bogie: clarinete alto (15), clarinete contrabaixo (15), flauta (15)

Gravação adicional do instrumento
- Kyle Resnick: violino (1, 4-5, 7, 9-15)
- Bobby Hawk: violino (3)
- Aaron Dessner: pulso de vermona (13)
- Robin Baynton: piano (Bowery na 15)

Técnica
- Jonathan Low - gravação (1-2, 4-15), gravação vocal (1-5; Swift na 6, 9; 10-14; Swift na 15), mixagem (todas as faixas)
- Aaron Dessner: gravando (1-2, 4-15)
- Greg Calbi: masterização (todas as faixas)
- Steve Fallone: masterização (todas as faixas)
- Laura Sisk: gravação (3), gravação vocal (8)
- John Rooney: assistente de engenharia (3)
- Jon Sher: assistente de engenharia (3)
- Ariel Rechtshaid: gravação vocal (Danielle e Este Haim na 6)
- Matt DiMona: gravação vocal (Danielle e Este Haim na 6)
- Robin Baynton: gravação vocal (7; Swift na 9; Mumford na 11)
- Sean O'Brien: gravação vocal (Berninger na 9)
- Justin Vernon: gravação vocal (Bon Iver na 15)

Design
Beth Garrabrant: fotografia

## Desempenho comercial
Embora, inicialmente, Evermore tenha sido disponibilizado apenas para plataformas digitais e de streaming, a Republic Records relatou que mais de um milhão de cópias foram vendidas em sua primeira semana em todo o mundo, convertendo-se no oitavo álbum de estúdio consecutivo de Swift a alcançar a marca. Todas as 15 faixas do trabalho estabeleceram-se entre as 75 melhores posições da parada Billboard Global 200. Com a ajuda de Evermore e Folklore, Swift foi a artista que mais obteve streams em 2020 na Amazon Music entre todos os gêneros musicais. A Federação Internacional da Indústria Fonográfica (IFPI) a nomeou o cantor em carreira solo que mais vendeu em 2020, e o segunda no geral, ficando atrás apenas do grupo BTS.
Nos Estados Unidos, Evermore estreou no cume da tabela Billboard 200, vendendo 329 mil unidades em sua primeira semana, consistindo em pouco mais de 220 milhões de streams sob demanda e 154 mil compras digitais. Esta foi a maior semana de vendas e streaming para um álbum desde Folklore. Com isso, marcou a segunda vez que um disco de Swift assumiu o comando do gráfico em 2020 e a sua oitava estreia consecutiva nessa ocupação; a terceira maior quantidade entre artistas femininas, sendo superada apenas por Barbra Streisand (11) e Madonna (9). Com Folklore assumindo o terceiro posto, Swift tornou-se a primeira mulher na história da Billboard 200 a ter simultaneamente dois discos entre os três primeiros colocados desde a sua inauguração em 1963, bem como o primeiro cantor a ter dois títulos movimentando mais de 100 mil unidades cada em uma mesma semana desde Prince em 2016. A diferença entre as estreias de ambos no número um foi de 140 dias, estabelecendo o recorde de menor tempo de diferença entre dois álbuns na posição máxima por uma mesma cantora na história da tabela — um feito posteriormente reconhecido pelo livro Guinness de Recordes Mundiais. De igual forma, debutou no comando da Top Alternative Albums, substituindo Folklore; posição a qual Evermore manteve por 15 semanas. Apesar de estar disponível apenas nas duas últimas semanas de 2020, veio a posicionar-se entre os 10 álbuns mais adquiridos do ano.
Após seu lançamento em vinil, em junho de 2021, o projeto marcou sua quarta semana no topo da Billboard 200 ao mover 202 mil unidades; No qual 192 mil dessa soma foram vendas puras, superando Fearless (Taylor's Version) para a maior semana de vendas entre qualquer disco em 2021. Este feito marcou a 51.ª edição de Swift nessa posição — estendendo seu recorde como a artista feminina em carreira solo que mais tempo esteve na liderança e ultrapassou Michael Jackson com a quarta maior quantidade no geral —, ficando atrás apenas dos Beatles e Elvis Presley. Em 2021 Evermore foi o título mais adquirido em vinil, o mais bem sucedido na Top Alternative Albums e o quarto de maior sucesso na Billboard 200. Constou em sexto lugar, ao lado de outros três projetos de Swift — Red (Taylor's Version), Fearless (Taylor's Version) e Folklore —, na lista de discos mais adquiridos no país durante todo o ano. Ela foi também classificada como o artista número um da Billboard 200, o que mais vendeu álbuns e a mais bem sucedido na tabela alternativa em 2021. Como consequência do seu desempenho, o conjunto foi certificado com platina pela Recording Industry Association of America (RIAA) denotando mais de 1 milhão de compras no território.
Na canadense Canadian Albums Chart, Evermore converteu-se no oitavo disco de Swift a ocupar o cume, e seu segundo em 2020, posição a qual esteve por três semanas. Posteriormente, a Music Canada certificou-a como ouro, denotando vendas de 40 mil cópias no país. Na Oceania, nomeadamente na Austrália e Nova Zelândia, o registro constatou na liderança de suas paradas musicais. No primeiro território citado, foi o sétimo lançamento da artista em primeiro lugar; 19 semanas depois de Folklore, quebrou o recorde de menor intervalo entre dois discos de um mesmo músico nessa ocupação, superando as 25 semanas entre Sweetener (2018) e Thank U, Next (2019), de Ariana Grande. Desde então, foi certificado como ouro pela Australian Recording Industry Association (ARIA), devido à distribuição de 30 mil unidades, enquanto que na Nova Zelândia recebeu um certificado de platina pela Recording Industry Association of New Zealand (RIANZ), pela excedência de quinze mil cópias comercializadas na nação.
Na Europa, Evermore liderou a UK Albums Chart do Reino Unido por duas semanas; Isso fez Swift superar Madonna (1997–2008) e tornar-se a artista feminina que acumulou mais lançamentos seguidos no posto (2012–2020), bem como a primeira a colocar seis projetos nessa posição durante o século 21 e o primeiro cantor a liderar o gráfico com mais de um álbum em um ano civil, desde David Bowie em 2016. A British Phonographic Industry (BPI) reconheceu à distribuição de 300 mil unidades em território britânico certificando-o de ouro. Ao redor da Europa, posicionou-se no cume das tabelas de países como Bélgica, Irlanda — onde marcou o quinto disco número um consecutivo de Swift na região —, Croácia, Grécia, e Portugal.
| País — Tabela musical (2020—21)         | Posição de pico |
| --------------------------------------- | --------------- |
| Alemanha (GfK Entertainment Charts)     | 1               |
| Argentina (CAPIF)                       | 1               |
| Austrália (ARIA Charts)                 | 1               |
| Áustria (Ö3 Austria Top 40)             | 2               |
| Bélgica (Ultratop 50 de Flandres)       | 1               |
| Bélgica (Ultratop 40 de Valônia)        | 20              |
| Canadá (Canadian Albums Chart)          | 1               |
| Croácia (HDU)                           | 1               |
| Dinamarca (Hitlisten)                   | 2               |
| Escócia (OCC)                           | 1               |
| Eslováquia (IFPI Slovenská Republika)   | 20              |
| Espanha (PROMUSICAE)                    | 11              |
| Estados Unidos (Billboard 200)          | 1               |
| Estados Unidos (Top Album Sales)        | 1               |
| Estados Unidos (Top Alternative Albums) | 1               |
| Estados Unidos (Vinyl Albums)           | 1               |
| França (SNEP)                           | 68              |
| Finlândia (IFPI Finlândia)              | 7               |
| Grécia (IFPI Grécia)                    | 1               |
| Hungria (MAHASZ)                        | 20              |
| Irlanda (IRMA)                          | 2               |
| Islândia (Tónlistinn)                   | 18              |
| Itália (FIMI)                           | 26              |
| Japão (Oricon)                          | 16              |
| Lituânia (AGATA)                        | 5               |
| Noruega (VG-lista)                      | 2               |
| Nova Zelândia (Recorded Music NZ)       | 1               |
| Países Baixos (Dutch Charts)            | 3               |
| Polônia (ZPAV)                          | 46              |
| Portugal (AFP)                          | 1               |
| Reino Unido (UK Albums Chart)           | 1               |
| República Checa (IFPI Česká Republika)  | 8               |
| Suécia (Sverigetopplistan)              | 3               |
| Suíça (Schweizer Hitparade)             | 4               |

| País — Tabela musical (2020) | Posição |
| ---------------------------- | ------- |
| Austrália (ARIA Charts)      | 47      |

| País — Tabela musical (2021)            | Posição |
| --------------------------------------- | ------- |
| Alemanha (GfK Entertainment Charts)     | 65      |
| Austrália (ARIA Charts)                 | 15      |
| Bélgica (Ultratop 50 de Flandres)       | 23      |
| Canadá (Canadian Albums Chart)          | 9       |
| Dinamarca (Hitlisten)                   | 45      |
| Espanha (PROMUSICAE)                    | 55      |
| Estados Unidos (Billboard 200)          | 4       |
| Estados Unidos (Top Alternative Albums) | 1       |
| Irlanda (IRMA)                          | 21      |
| Nova Zelândia (Recorded Music NZ)       | 24      |
| Países Baixos (Dutch Charts)            | 71      |
| Portugal (AFP)                          | 62      |
| Suíça (Schweizer Hitparade)             | 56      |
| Reino Unido (UK Albums Chart)           | 31      |
| País — Tabela musical (2022)            | Posição |
| Austrália (ARIA Charts)                 | 59      |
| Bélgica (Ultratop 50 de Flandres)       | 99      |
| Estados Unidos (Billboard 200)          | 68      |
| Estados Unidos (Top Alternative Albums) | 6       |
| Reino Unido (UK Albums Chart)           | 76      |
| País — Tabela musical (2023)            | Posição |
| Bélgica (Ultratop 50 de Flandres)       | 48      |
| Canadá (Canadian Albums Chart)          | 46      |
| Estados Unidos (Billboard 200)          | 29      |
| Estados Unidos (Top Alternative Albums) | 2       |
| Países Baixos (Dutch Charts)            | 96      |
| Reino Unido (UK Albums Chart)           | 42      |

| Região | Certificação | Vendas     |
| --- | ------------ | ---------- |
| Austrália (ARIA)                                                                                                  | Platina      | 70 000‡    |
| Áustria (IFPI Áustria)                                                                                            | Ouro         | 7 500‡     |
| Bélgica (BEA) | Ouro         | 10 000‡    |
| Brasil (Pro-Música Brasil)                                                                                        | 3× Platina   | 120 000‡   |
| Canadá (Music Canada)                                                                                             | Ouro         | 200 000‡   |
| Dinamarca (IFPI Dinamarca)                                                                                        | Platina      | 20 000‡    |
| Espanha (PROMUSICAE)                                                                                              | Ouro         | 20 000‡    |
| Estados Unidos (RIAA)                                                                                             | Platina      | 1 000 000‡ |
| França (SNEP) | Ouro         | 50 000‡    |
| Itália (FIMI) | Ouro         | 25 000‡    |
| Nova Zelândia (RIANZ)                                                                                             | 2× Platina   | 30 000‡    |
| Noruega (IFPI Noruega)                                                                                            | Ouro         | 20 000*    |
| Portugal (AFP) | Ouro         | 35 000‡    |
| Polônia (ZPAV) | Platina      | 200 000*   |
| Reino Unido (BPI)                                                                                                 | Platina      | 300 000‡   |
| *números de vendas baseados somente na certificação ‡vendas+valores de streaming baseados somente na certificação |              |            |

## Histórico de lançamento
| Região         | Data                    | Formato                    | Edição                    | Gravadora(s)          | Ref.            |
| -------------- | ----------------------- | -------------------------- | ------------------------- | --------------------- | --------------- |
| Vários         | 11 de dezembro de 2020  | Download digital streaming | Padrão                    | Republic              | [ 14 ]          |
| Reino Unido    | 18 de dezembro de 2020  | CD                         | Deluxe                    | EMI                   | [ 221 ]         |
| Estados Unidos | 18 de dezembro de 2020  | CD                         | Deluxe                    | Republic              | [ 222 ]         |
| Vários         | 7 de janeiro de 2021    | Download digital streaming | Deluxe                    | Republic              | [ 223 ]         |
| Japão          | 22 de janeiro de 2021   | CD                         | Japonesa                  | Universal Music Japan | [ 224 ] [ 225 ] |
| Brasil         | 29 de janeiro de 2021   | CD Vinil                   | Deluxe                    | Universal             | [ 226 ]         |
| Vários         | 21 de fevereiro de 2021 | fita cassete               | Deluxe                    | Universal             | [ 227 ]         |
| Vários         | 28 de maio de 2021      | Vinil                      | Deluxe                    | EMI                   | [ 228 ] [ 229 ] |
| Estados Unidos | 3 de junho de 2021      | Download digital           | Edição exclusiva para Fãs | Republic              | [ 230 ]         |